# Cidad de Valdeporres
Cidad de Valdeporres es una localidad del municipio burgalés de Merindad de Valdeporres, en la comunidad autónoma de Castilla y León. No se debe confundir con Cidad de Ebro, del vecino municipio de Valle de Manzanedo.
La iglesia está dedicada a santa Juliana.

## Localidades limítrofes
Confina con las siguientes localidades:
- Al norte con Dosante.
- Al este con Pedrosa de Valdeporres.
- Al sureste con Santelices.
- Al sur con San Martín de las Ollas.
- Al suroeste con Castrillo de Bezana.
- Al oeste con Robredo de las Pueblas.
- Al noroeste con Ahedo de las Pueblas.

## Demografía
Evolución de la población
| Gráfica de evolución demográfica de Cidad de Valdeporres entre 2000 y 2019 |
|                                                                            |
| Población de derecho (2000-2019) según el padrón municipal del INE         |

## Historia
Así se describe a Cidad de Valdeporres en el tomo VI del Diccionario geográfico-estadístico-histórico de España y sus posesiones de Ultramar, obra impulsada por Pascual Madoz a mediados del siglo XIX:

Lugar en la provincia, diócesis, audiencia territorial y capitanía general de Burgos (16 leguas), partido judicial de Villarcayo (8), ayuntamiento titulado de la merindad de Valdeporres. Situado sobre una loma de tierra y piedra en donde le combaten los vientos del N; el clima es frío y las enfermedades más comunes catarros, pulmonías y dolores reumáticos. Tiene unas 20 casas, una escuela de primeras letras, concurrida por 8 ó 10 alumnos, cuyo maestro está dotado con la cantidad de 100 reales; una iglesia parroquial bajo la advocación de Santa Juliana, servida por un cura párroco; y una fuente fuera del pueblo, de cuyas malas aguas se surte el vecindario. Confina el término N Dosante; E Santelices; S San Martín de las Ollas, y O Robredo de las Pueblas. El terreno es de mediana calidad, y comprende un monte llamado de Rosas, bastante poblado de arbolado. Por la derecha de la población pasa el río Nela corriendo de O a E, el cual va a incorporarse con el Ebro, en término de Traspaderne. Los caminos dirigen a Robredo y San Martín de las Ollas, y la correspondencia se recibe de Villarcayo por medio de un valijero pagado por el ayuntamiento. Producciones: trigo, maíz, patatas y algunas legumbres; ganado vacuno; caza de pocas liebres y perdices, y pesca de alguna que otra trucha. Industria: la agrícola. Población: 19 vecinos, 71 almas. Capital productivo: 103.100 reales. Imponible: 10.779.
Diccionario geográfico-estadístico-histórico de España y sus posesiones de Ultramar

## Comunicaciones
Se encuentra comunicada por carretera con el resto del municipio a través de la carretera provincial BU-V-5630. Asimismo, tiene una conexión ferroviaria diaria con Bilbao y otra con León gracias a la estación de Dosante Cidad.

## Torre de los Porres
Fortaleza o palacio en estado ruinoso, del que solo se conserva en pie la torre gótica del siglo XIV, aunque sin techo ni estancias interiores. Del resto de la edificación tan sólo quedan vestigios tras el colapso de los techos y algunas paredes. Forma parte de la lista roja de patrimonio en peligro desde el 19 de marzo de 2019.
Es de propiedad privada; sigue perteneciendo a la familia de los Porras.
Martín de Porres escribía en el siglo XVII que «en la era de 1141 se quedó a vivir en Castilla (un Porras) y pobló un valle que llamo de su apellido. En él edificó una casa fuerte en un lugar que llamo Cidad, que quiere decir señorío, la qual casa permanece hasta hoy y tiene una muy alta torre con caba a la redonda con cuatro cuartos alrededor de la casa con otras cuatro torres la cual es la casa y cabeza de Porres».